# Ministarstvo pravosuđa Sjedinjenih Američkih Država
Ministarstvo pravosuđa SAD-a (engl. United States Department of Justice) je ministarstvo u SAD zaduženo za provedbu zakona i pravosudne administracije.
Ministarstvo vodi državni tužitelj, što je u ostalim zemljama jednako kao ministar unutarnjih poslova, postavlja ga Predsjednik, a odobrava Senat. Državni tužitelj je pripadnik Kabineta Sjedinjenih Država, a trenutnu funkciju vrši Eric Holder.

## Povijest
Državni tužitelj je u početku bio honorarni posao, utemeljen Pravosudnim aktom iz 1789. godine, ali je izrastao uz birokraciju. Državni tužitelj je odjednom davao pravne savjete Kongresu kao i predsjedniku, ali to je prekinuto 1819. zbog preopterećenja poslom.
1867. godine, Dom odbora za pravosuđe Sjedinjenih Država, pod vodstvom kongresmena Williama Lawrencea provodi upit za stvaranje “zakonodavnog odjela” kojim bi upravljao državni tužitelj, a sastajao bi se od brojnih odvjetničkih timova i okružnih tužitelja. 19. veljače 1868. Lawrence je predstavio prijedlog zakona Kongresu o stvaranju ministarstva pravosuđa. Prvi prijedlog nije prošao jer Lawrence nije imao dovoljno vremena posvetiti se prijedlogu da bi prošao.
Drugi prijedlog Kongresu predstavio je Thomas Jenckes 25. veljače 1870. godine. Prijedlog je prošao i u Senatu i u Prestavničkom domu. Predsjednik Ulysses S. Grant potpisao je zakon o osnutku ministarstva pravosuđa 22. lipnja 1870. Ministarstvo pravosuđa službeno je s radom započelo 1. srpnja 1870. godine.
Prijedlog zakona o osnivanju ministarstva pravosuđa uvelike je promijenio dužnosti državnog tužitelja, ali njegova plaća je ostala ista. Zakon je isto tako stvorio novi ured i novo radno mjesto zamjenika ministra pravosuđa koji vodi i nadzire vladine parnice na Vrhovnom sudu SAD-a.
S prolaskom Zakona o međudržavnoj trgovini 1887. godine, savezna vlada počela je doivati odgovornosti za provedbu zakona i pravde, a Ministarstvo pravosuđa dobilo je zadatak za brigu o tim dužnostima.
1884. godine, kontrola saveznih zatvora prebačena je na novo ministarstvo, Ministarstvo unutarnjih poslova. Izgrađeni su brojni novi zatvorski objekti uključujući ženski zatvor u Zapadnoj Virginiji izgrađen 1924. godine.
2008. godine, mali broj trenutnih i bivših pomoćnika okružnih tužitelja optuženo je za sudjelovanje u kriminalnim aktivnostima uključujući teške seksualne povrede i seksualno zlostavljanje djece. Odvojeni Ured za Profesionalnu odgovornost (UPO) zajedno s Ministarstvom pravosuđa (MPR) je zadužen za tu istragu.
U 2011. obavljeno je više od 110 uhićenja pripadnika američke mafije. To je najveći napad na mafiju ikad učinjen.
15. travnja 2011. Ministarstvo pravosuđa SAD-a nakratko je blokiralo bankovne račune i onemogućilo pristup trima najvećim on-line poker mrežama (PokerStars, Full Tilt Poker i Cereus) i zamrznulo milijarde dolara u vlasništvu američkih igrača na stranicama bez upozorenja i bez opcije povući novac. 19. travnja postignuti su dogovori o deblokiranju računa i nastavku rada mreža i isplata dobitaka za igrače izvan SAD-a.

## Financije i proračun
Proračun Ministarstva pravosuđa za fiskalnu godinu bio je 27.7 milijarde $ i bilo je 111.993 radnih pozicija. Odobrenje proračuna podijeljeno je kako slijedi:
| Program                 | Financiranje (u milijardama) |
| ----------------------- | ---------------------------- |
| Administracija          | $0.9                         |
| Provedba zakona         | $12.7                        |
| Parnice                 | $3                           |
| Zatvori                 | $7.6                         |
| Državna i lokalna pomoć | $3.6                         |
| Ukupno                  | $27.7                        |